# Anatolij Nyikolajevics Bukrejev
Anatolij Nyikolajevics Bukrejev (oroszul: Анатолий Николаевич Букреев; Korkino, Cseljabinszki terület, 1958. január 16. – Annapurna, Nepál, 1997. december 25.) orosz nemzetiségű kazak hegymászó, aki a világ tizennégy 8000 méter feletti hegycsúcsából hetet megmászott oxigénpalack nélkül. Tizennyolc sikeres csúcsmászást hajtott végre 8000 méter feletti csúcsokra 1989 és 1997 között.
Bukrejevet nemzetközi szakmai körökben elismert hegymászónak tekintették (ennek oka részben az volt, hogy 1993-ban megmászta a K2-t, majd 1995-ben a Csomolungmát az Északi-gerincen keresztül), de igazán ismertté mégis attól vált, amit az 1996-os halálos Mount Everest-expedíció tagjainak megmentéséért tett. Az eseményt számos könyv megörökítette, többek között Jon Krakauer nagy sikerű műve, az Ég és jég, mely kritikusan szól Bukrejev szerepéről, vagy a Hegyi őrület című könyv, melyet maga Bukrejev írt.
1997-ben Bukrejev megkapta a David A. Sowles Memorial Award kitüntetést az Amerikai Hegymászó Szövetségtől. Három héttel a díj átadását követően Anatolij Bukrejev lavina áldozata lett Nepálban, az Annapurnán.

## Élete
Bukrejev Korkinóban született, a Szovjetunió részét képező Oroszországi Szovjet Szövetségi Szocialista Köztársaság területén (Cseljabinszki terület). Az egyszerű emberek közül való volt, szülei szegénységben éltek. Miután 1975-ben befejezte a középiskolát, beiratkozott a Cseljabinszki Állami Pedagógiai Intézetbe, ahol fizika-tanári szakra járt és 1979-ben megkapta diplomáját. Ezzel egyidejűleg síedzői diplomát is szerzett.
A diplomaszerzést követően a 21 éves fiú figyelme a hegymászás felé fordult. Bukrejev egy Alma-Ata közelében levő kis településre költözött, a szomszédos Kazah Szovjet Szocialista Köztársaságba, (a mai Kazahsztán), a Tien-san hegység szívébe. 1985-től a kazak hegymászó-válogatott tagja volt, majd miután 1991-ben a Kazak Köztársaság elszakadt a Szovjetuniótól, Bukrejev kazak állampolgárságot kapott.

## Hegymászó teljesítményei
Bukrejev hegymászó karrierjének az alábbi állomásait érdemes megemlíteni:
- 1987 
  - Lenin-csúcs (7134 m) – Első szóló megmászás
- 1989 
  - április 15. Kancsendzönga (8556 m) – új út a Második Szovjet Himalája Expedíció tagjaként
  - április 30 – május 2. Kancsendzönga – a hegyvonulat négy 8000 m feletti csúcsának első traverz mászása
- 1990 
  - április Denali – Cassin-gerinc
  - május Denali – Nyugati borda
- 1991 
  - május 10. Dhaulagiri – új útvonal a nyugati falon az Első Kazak Himalája Expedíció tagjaként
  - október 7. Csomolungma – Déli nyereg
- 1993 
  - május 14. Denali (6193 m)
  - július 30. K2 (8611 m) az Abruzzi-gerincen
- 1994 
  - április 29. Makalu II (8460 m)
  - május 15. Makalu (8476 m)
- 1995 
  - május 17. Csomolungma – Északi gerinc
  - június 30. Abaj-csúcs (4010 m) – Kazahsztán elnökének túravezetője
  - október 8. Dhaulagiri (8176 m) – a leggyorsabb mászás rekordja (17 óra 15 perc)
  - december 8. Manaszlu (8156 m) a Második Kazak Himalája Expedíció tagjaként
- 1996 
  - május 10. Csomolungma – Déli nyereg
  - május 17. Lhoce – szóló mászás, gyorsasági rekord
  - szeptember 25. Cso-Oju (8201 m) a Harmadik Kazak Himalája Expedíció tagjaként
  - október 9. a Sisapangma északi csúcsa (8.008 m)
- 1997 
  - április 24. Csomolungma (8848 m)
  - május 23. Lhoce (8501 m)
  - július 7. Broad Peak (8047 m) – szóló mászás
  - július 14. Gasherbrum II (8035 m) – szóló mászás

## A Denali gyorsasági csúcsa
1990 májusában Bukrejevet egy amerikai mászó arra kérte, hogy vezessen fel néhány ügyfelet a Mount McKinley-re. A McKinley, vagy más néven Mount Denali kihívást jelentő hegy, elsősorban a rejtett gleccserhasadékok és az északi sarkkör, valamint az óceán közelségének köszönhetően kiszámíthatatlan hideg időjárás miatt.
Az expedíció nagyszerűen sikerült, a csapat elérte a csúcsot és gond nélkül visszatért. A mászás során azonban nyelvi akadályok adódtak és Bukrejev amiatt is rosszul érezte magát, mert anyagi helyzete miatt kénytelen volt kölcsönzött felszerelést használni. Miután a csapat hazatért, és mielőtt Anatolij visszautazott volna a Szovjetunióba, elhatározta, hogy egyedül megmássza a McKinley-t.
Anatolij Bukrejev speed szóló mászása a Mount McKinley-n 10 és fél órát vett igénybe 1990-ben a hegy lábától a csúcsig. Abban az időben a megfelelően akklimatizálódott hegymászók többnyire három-négy nap alatt, öt tábor beiktatásával értek fel a csúcsra – Anatolij teljesítményére a Climbing magazin is felfigyelt az 1990-ben megjelent lapszámában, a Denali Park őrei pedig egyenesen “lehetetlennek” tartották a mászást.

## K2

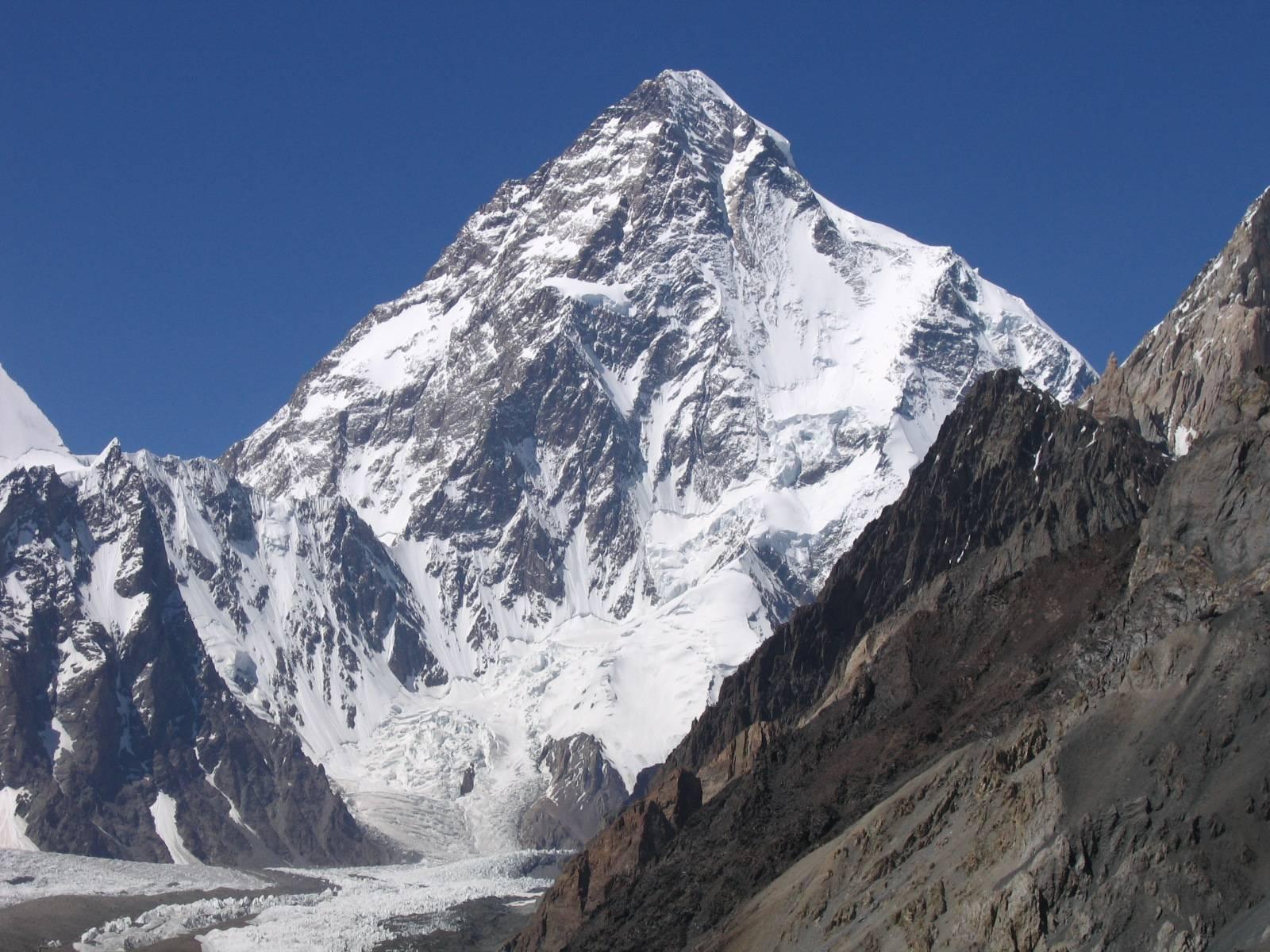
A K2

1993-ban Bukrejev felmászott a K2 csúcsára Abruzzi-gerincen keresztül, két német hegymászó, Peter Metzger és Andy Locke társaságában.
A K2 a Csomolungma után a világ második legmagasabb hegye. A K2 8611 méteres (28 251 láb) magasságával a K2 a Karakorum hegység része, Pakisztán és Kína határán fekszik. A K2-t “Kegyetlen hegynek” is hívják – jellegzetes piramis alakja, mely minden irányba meredeken omlik alá, összetéveszthetetlenné teszi és életveszélyt jelent a mászók számára.
Amikor napnyugta után Bukrejev és a két másik mászó ereszkedni kezdett, a csapatuk egy másik tagja, Reinmar Joswig még felfelé tartott a csúcs közelében. Bukrejev később azt írta, hogy a K2 csúcsán nem érezte a csúcsmászás mámoros örömét, mert fizikálisan és lelkileg is meggyötört volt, és éppen ezért később veszélyes helyzetbe került. Túl sok energiát fordított a nap elején arra, hogy egy keskeny, meredek szakaszon fix köteleket helyezzen el, mert a csapat még aznap fel akart érni a csúcsra, mintsem ismét sátorban tölteni az éjszakát és másnap reggel próbálkozni. Bár Bukrejev nem értett egyet a többiekkel, végül mégis meghajolt akaratuk előtt. Bukrejev később ezt írta:
"A sífutóedzéseim során, majd később hegymászóként megtanultam, hogyan érhetem el a képességeim határát a célvonal előtt. Ám hegymászás közben ez veszélyes lehet, mert a csúcs nem a heggyel folytatott harc végét jelenti. A túlélés érdekében le is kell jutni a halálzónából."
Bukrejev a K2-n valóban azzal a problémával szembesült, hogy a csúcsot célvonalnak tekintette. Később azt írta, hogy teljesen kifacsartnak érezte magát és egy csepp ereje sem maradt a leereszkedéshez. Megérzéseire és korábbi hegymászási tapasztalataira támaszkodva lassan haladt lefelé a meredek sziklákon és a jeges szakaszokon. A hágóvas folyton leesett a bakancsáról és egyszer még a jégcsákányát is használnia kellett azért, hogy megcsúszva nehogy a mélybe zuhanjon. Végül mégis elérte a legmagasabban fekvő tábort. Német csapattársai, Peter Metzger és Reinmar Joswig azonban soha nem kerültek elő, mindketten lezuhantak valahol útközben.

## Mount Everest 1996
Bukrejev akkor szerzett igazi ismertséget, amikor 1996 májusában túravezetőként a Mountain Madness expedícióját vezette Scott Fischer társaként. Az expedíció egyike volt azoknak, melyek május 10-én próbáltak feljutni a Mount Everest csúcsára. Május 10-én, nem sokkal a csúcs elérését követően szörnyű hóvihar csapott le a térségre, mely számos mászót arra kényszerített, hogy a csúcs közelében éjszakázzon, május 11-re pedig három expedíció 8 mászója veszítette életét. Bukrejev három, 8000 méter felett csapdába esett hegymászót mentett meg az éjszaka folyamán és a Mountain Madness-expedíció valamennyi ügyfele túlélte a megpróbáltatásokat.
Galen Rowell így írt Bukrejev mentőakciójáról a The Wall Street Journalban:
“A legcsodálatosabb mentőakciók egyike, melyet egyedül hajtott végre néhány órával azután, hogy oxigénpalack nélkül megmászta a Mount Everestet…”
Azonban az író Jon Krakauer általánosságban kritizálta Bukrejevet az Ég és jég című könyvében. Később Bukrejevet számos média megkereste és közölte reakcióit, ő pedig megírta saját Everest történetét a Hegyi őrület című könyvben, melyet Gary Weston DeWalttal készített. A köztük lévő ellentét lényege az, hogy merőben másként látták saját szerepüket a sajnálatos események láncolatában – Krakauer nyíltan kritizálta Bukrejevet azért, mert otthagyta az ügyfeleket a hegyen, talán ezzel okozva halálukat, míg Bukrejev igyekezett ezt cáfolni és a nyilvánosság elé tárni a valós eseményeket.
A vita legfőbb oka az, hogy Bukrejev úgy döntött, oxigénpalack nélkül mássza meg a hegyet, majd a sötétség és a vihar fenyegetésében az ügyfelek előtt visszatért a táborba. Mindez úgy történt, hogy a katasztrófa napján az elsők között érte el a csúcsot, ott maradt mintegy 1.5 órán át, hogy segítse a többiek feljutását, majd délután 5 óra felé, jóval saját csapatának tagjai előtt leért a táborba. Saját visszaemlékezései szerint ezt megbeszélte az expedíciót vezető Scott Fischerrel, a leereszkedés oka pedig az volt, hogy forró teával várhassa a visszatérőket és baj esetén extra oxigénnel segíthesse ki őket a táborból.
Bukrejev támogatói kiemelik, hogy éppen azért volt képes mentőakciót végrehajtani és számos bajba jutott mászót levezetni a hegyről az éjszakai viharban, mert a csúcsmászás után hamar visszatért a táborba és volt elég ideje pihenni. Bukrejev kritikusai – köztük Krakauer – szerint azonban ha egyszerűen csak az ügyfelekkel maradt volna, akkor jobb esélyekkel le tudta volna vezetni őket a hegyről, azzal együtt, hogy Bukrejev ügyfelei mind megmenekültek, beleértve azt a hármat (Pittman, Fox, Madsen) is, akiket május 10-én mentett meg, miután kipihente fáradtságát és a hipoxiát. Az elhunyt hegymászók az Adventure Consultants-expedíció ügyfelei voltak, melynek vezetője, Rob Hall maga is meghalt, amikor inkább úgy döntött, hogy segít egy ügyfelének a csúcs kései elérésében, minthogy visszamenjen és támogassa a többieket a biztonságos leereszkedésben.
Az “Ég és jég” című könyvben megfogalmazott kritikára Simone Moro az alábbiakat mondta Jon Krakauernek:
„Ön nem érti, hogy Anatolij milyen ember volt valójában. Ön amerikai, ő orosz volt. Ön új a nyolcezresek világában, ő a maga korának legjobbja volt. Ön egy átlagos hegymászó, ő nagyszerű sportoló volt és egy született túlélő. Ön anyagi biztonságban él, ő éhezett… Azt hiszem, Ön olyan ember, aki egy orvosi könyv elolvasása után a világ legjobb sebészeit is kitanítja az orvoslás csínjáról-bínjáról… ha valóban véleményt akar mondani Anatolij 1996-os döntéséről, emlékezzen erre: EGYETLEN ügyfele SEM halt meg.”
Az Everesten történteket követően, az Egyesült Államokba való visszatérése előtt Bukrejev megmászta a 8516 m magas Lhocét, mely az Everest szomszédságában fekszik. Úgy döntött, hogy egyedül vág neki a hegynek, remélte, hogy a mászás során leülepednek benne az események és megérti, hogy valójában mi is történt az Everesten.

## Halál az Annapurnán, 1997

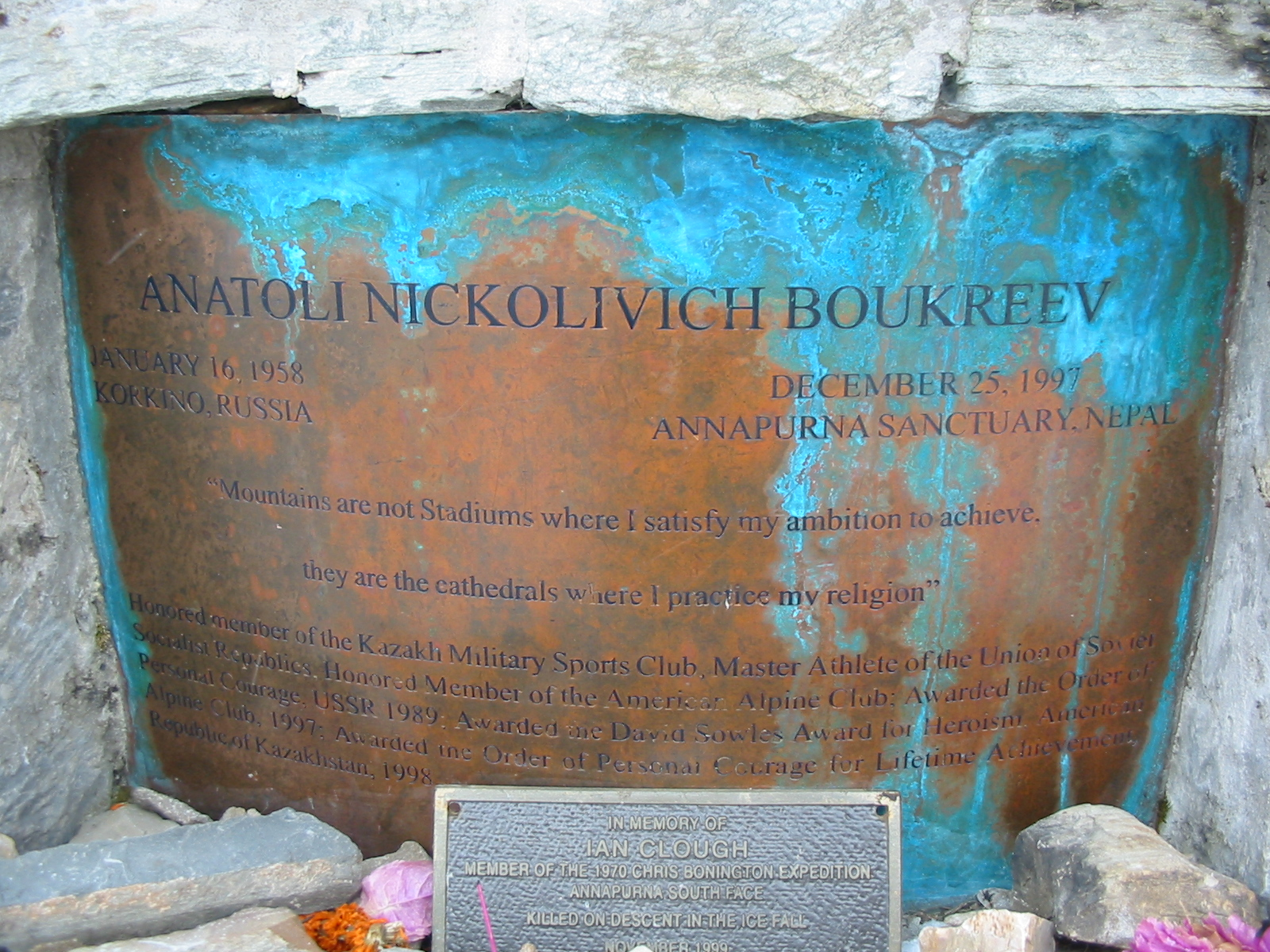
Emlékműve

1997 nyarán Bukrejev úgy döntött, hogy Simone Moro, egy elismert olasz hegymászó társaságában megmássza az Annapurna I 8091 m magas déli falát. Elkísérte őket Dmitrij Szobolev kazak filmes, aki meg kívánta örökíteni a próbálkozást.
December 25-én dél körül Bukrejev és Moro fix köteleket rögzítettek egy kuloárban 5700 méteres magasságban. Váratlanul egy hatalmas hópárkány szakadt le az Annapurna nyugati faláról és 800 méter hosszan végigsöpört a kuloáron. A lavina lesodorta Morót a hegyről egészen az 1. táborban lévő sátrakig, 5200 méterre. Szerencsére Moro valahogy a lavina teteje közelében maradt és pár perc után sikerült kiásnia magát a törmelék alól.
Nem látta vagy hallotta Bukrejev vagy Szobolev nyomait vagy hangját, ők eltűntek az autónyi méretű jégdarabok alatt, így Moro úgy döntött, visszatér az Annapurna alaptáborba, ahonnan helikopterrel szállították a katmandui kórházba. Ott megműtötték a kezeit, melyeket az inakig lecsupaszított a lavina.
A baleset híre december 26-án ért el Új-Mexikóba, Linda Wylie-hez, Bukrejev barátnőjéhez, aki december 28-án Nepálba utazott. Számos alkalommal megkísérelték helikopterről felderíteni a lavina helyszínét, de a késő decemberi időjárás miatt a mentőcsapatok nem érték el az 1. tábort. Azt csak 1998. január 3-án sikerült végül megközelíteni, ahol egy üres sátrat találtak. Linda Wylie ezek után kijózanító üzenetet kapott Katmanduból:
"Vége … nincs remény arra, hogy élve megtaláljuk."
Kilenc hónappal halála előtt Bukrejev részletesen megálmodta az életét kioltó lavinát. Csupán a hegy neve hiányzott. Amikor barátnője megpróbálta meggyőzni Anatolijt, hogy válasszon másik életcélt azért, hogy a végzetét, amiben Bukrejev meggyőződéssel hitt, elkerülje, Anatolij ezt válaszolta: “A hegyek az életem … a munkám. Túl késő van ahhoz, hogy bármi másba kezdjek.”
Az Annapurna alaptáborban található Bukrejev emlékhelye, melyen az alábbi idézet olvasható:
"A hegyek nem stadionok, melyeken teljesítményt mutatok be, a hegyek katedrálisok, melyeken a vallásom gyakorlom… Úgy megyek oda, mint ahogy az emberek imádkozni mennek. Büszke csúcsaikról visszatekintek a múltba, álmodom a jövőről és szokatlan intenzitással megélem a jelen pillanatot is… látásom kitisztul, visszanyerem erőmet. A hegyek között a létezést ünneplem. Minden úton újjászületek."

## Magyarul megjelent művei
- Anatolij Bukrejev–G. Weston DeWalt: Hegyi őrület. Az 1996-os Mount Everest-i tragédia más szemszögből; ford. ifj. Vitray Tamás; Park, Budapest, 2002 (Veszélyes övezet)

## Külső hivatkozások
- Bukrejev gyászjelentése
- Anatoli Boukreev Memorial Fund
- Boukreev Killed on Annapurna
- Boukreev and Krakauer debate the facts
- Fénykép Bukrejevről (bal oldalon) Martin Adams társaságában, Kazahsztán zászlajával az Everesten, 1996-ban
- Krakauer vs Boukreev Archiválva 2014. november 25-i dátummal a Wayback Machine-ben